# Наркастет
Наркасте́т (фр. Narcastet) — коммуна во Франции, находится в регионе Аквитания. Департамент — Атлантические Пиренеи. Входит в состав кантона Узом, Гав и Рив-дю-Не. Округ коммуны — По.
Код INSEE коммуны — 64413.

## География

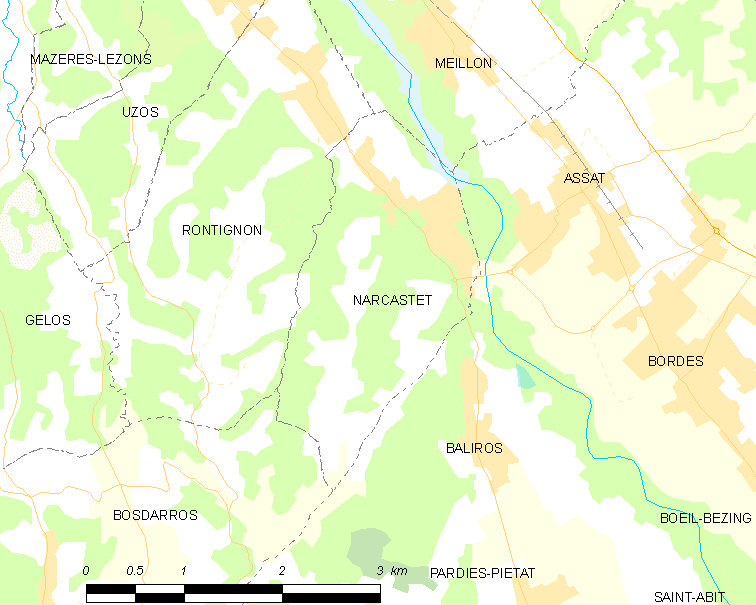
Карта коммуны

Коммуна расположена приблизительно в 660 км к югу от Парижа, в 180 км южнее Бордо, в 7 км к юго-востоку от По.
На северо-востоке коммуны протекает река Гав-де-По.

### Климат
Климат тёплый океанический. Зима мягкая, средняя температура января — от +5°С до +13°С, температуры ниже −10 °C бывают редко. Снег выпадает около 15 дней в году с ноября по апрель. Максимальная температура летом порядка 20-30 °C, выше 35 °C бывает очень редко. Количество осадков высокое, порядка 1100 мм в год. Характерна безветренная погода, сильные ветры очень редки.

## Население
Население коммуны на 2010 год составляло 606 человек.
| 1962 | 1968 | 1975 | 1982 | 1990 | 1999 | 2010 |
| ---- | ---- | ---- | ---- | ---- | ---- | ---- |
| 176  | 185  | 293  | 487  | 527  | 521  | 606  |

## Администрация
| Период | Период | Фамилия     | Партия | Примечания |
| ------ | ------ | ----------- | ------ | ---------- |
| 1995   | 2001   | Андре Коапе |        |            |
| 2001   | 2002   | Ив Палет    |        |            |
| 2002   | 2020   | Жан-Пьер Фо |        |            |

## Экономика
В 2010 году среди 388 человек трудоспособного возраста (15-64 лет) 299 были экономически активными, 89 — неактивными (показатель активности — 77,1 %, в 1999 году было 71,8 %). Из 299 активных жителей работали 276 человек (135 мужчин и 141 женщина), безработных было 23 (14 мужчин и 9 женщин). Среди 89 неактивных 20 человек были учениками или студентами, 48 — пенсионерами, 21 были неактивными по другим причинам.

## Достопримечательности
- Церковь Св. Амвросия